# Association Sportive de la Sucrière de Richard-Toll
Pour l'entreprise, voir Compagnie sucrière sénégalaise.
Pour les articles homonymes, voir CSS.
La Association Sportive de la Sucrière de Richard-Toll, ou ASSUR, est un club de football liée à l'entreprise du même nom, basé à Richard-Toll.

## Histoire
La Compagnie sucrière sénégalaise de football est un club créé en 1981, elle appartient à l’entreprise Compagnie sucrière sénégalaise basée à Richard-Toll
Le club est finaliste de la Coupe du Sénégal de football, pour ça première fois en 1994
Elle fini 3e du Championnat du Sénégal de football 2005 et se qualifie pour la Coupe de la confédération en 2006.
Après avoir passé les tour préliminaires elle est éliminée face à l’Espérance sportive de Tunis .
Il finit 7e du groupe A, avec 16 points, mais ils reçoit une pénalité de 3 points et sont relégués en Division 2 en 2007. Après un passage en Division 2, le club retrouve l'élite de la Ligue 1 en 2009.
Le club change de nom en 2010 est devient, l’Association Sportive Sucrière de Richard Toll (Assur) , Il atteint de nouveau une finale la Coupe de l'Assemblée Nationale la même année
En 2013 ils sont reléguer en ligue 2, à peine une saison qu’il sont de nouveau relégués , Il joue la saison 2014-2015 en National 1 l’année suivante en 2015-2016, Il descend en National 2 , Il remonte en D3 en 2018-2019 , jusqu’en 2023-2024 l’année à laquelle il descend en division 4.

Logo du club

## Palmarès
- Coupe du Sénégal de football
  - Finaliste : 1994

- Coupe de l'Assemblée Nationale
  - Finaliste : 2006